# 商工組合中央金庫法
商工組合中央金庫法（しょうこうくみあいちゅうおうきんこほう、昭和11年法律第14号）は、政府系金融機関である商工組合中央金庫に関する、廃止された日本の法律。
商工組合中央金庫が株式会社化されることから、同法は2008年10月1日付で廃止された。同金庫についての規定は、新たに制定された株式会社商工組合中央金庫法に引き継がれた。